# 佐藤奏
佐藤 奏（さとう かなで、2002年（平成14年）10月29日 - ）は、埼玉県生まれの女性ミュージシャン・ドラマー。パール楽器製造とエンドース契約。Roland アーティスト。「Ear Candy Jazz Factory」のドラム担当。トレードマークのティアラの髪飾りから「ドラム・プリンセス」と称される。

## 来歴
父親の影響で、3歳からドラムを始め、5歳でプロドラマーを志す。
- 2008年 - セッションドラマー岩井禎彦に師事。
- 2009年 - ドラムの演奏の動画配信を見た音楽会社の目に留まり、6歳からステージ活動を開始し著名ミュージシャンとの共演を果たす。
- 2011年 - 「V-Drums World Championship 2011 日本大会」（ジュニア部門）優勝[4]。
- 2012年 - 「神保彰ソロ・ドラム・コンテスト 2012」銅賞。
- 2014年 - 女性ドラマーの世界的コンテスト「Hit Like A Girl」（Under 18）で日本人初のグランプリ受賞。
- 2015年 - 「Singapore Drum Fest 2016」（シンガポール）で海外進出を果たす。
- 2016年 - 「佐藤奏ファーストライブ ～Share the Groove～」（2016年6月19日、六本木クラップス）開催
- 2017年 - Smooth Jazz ピアニスト 成田玲、セッション·ベーシスト 櫻井奈穂子と「Ear Candy Jazz Factory」を結成、テレビ番組 NHK Eテレ『ムジカ・ピッコリーノ』シーズン5にてルネッタ 役として出演。パール楽器製造（Pearl）とエンドース契約。
- 2019年 - 女性ギタリストRie a.k.a. Suzakuのメジャー1stアルバム『Top Runner』のレコーディングに参加。

## 出演

### テレビ番組
2011年
- NHK総合『特ダネ!投稿DO画』VTR出演
- 日本テレビ『ZIP!』VTR出演（「流行ニュース キテルネ!」コーナー）

2013年
- TBSテレビ『Nスタ』VTR出演
- TBSテレビ『知っとこ!』VTR出演
- テレビ朝日『関ジャニの仕分け∞』スタジオ収録出演（「リズム感対決 日本一対決SP」）

2014年
- NHK Eテレ『プレキソ英語』出演
- TVQ（テレビ東京系）『未来の主役〜地球の子どもたち〜』密着取材VTR出演

2015年
- NHK Eテレ『ムジカ・ピッコリーノ』解説VTR出演（シーズン3 第17話「陽気にたたけ!」）

2017年
- NHK Eテレ『ムジカ・ピッコリーノ』シーズン5 レギュラー出演 ルネッタ 役

2018年
- NHK Eテレ『ムジカ・ピッコリーノ』シーズン6 レギュラー出演 ルネッタ 役

2019年
- NHK Eテレ『ムジカ・ピッコリーノ』シーズン7 レギュラー出演 ルネッタ 役
- フジテレビNEXT『しおこうじ玉井詩織×坂崎幸之助のお台場フォーク村NEXT』

2020年
- NHK Eテレ『ムジカ・ピッコリーノ』シーズン8 レギュラー出演 ルネッタ 役

2021年
- NHK Eテレ『ムジカ・ピッコリーノ』シーズン9 レギュラー出演 ルネッタ 役